# Suspilne Kultura
Suspilne Kultura (en ucraniano: Суспільне Культура), es un canal de televisión público de Ucrania, perteneciente a Suspilne Movlennia. Se trata de un canal de televisión cultural y con vocación internacional.

## Historia
El canal inició emisiones como Kultura el 1 de enero de 2002. En noviembre de 2004 el canal recibió una licencia para realizar emisiones vía satélite las 24 horas del día durante diez años.
Desde septiembre de 2005 Kultura emite en plataformas de cable de Ucrania. Desde mayo de 2006 se transmite vía satélite a más de 80 países de todo el mundo.
El 8 de agosto de 2017 el canal cambió su nombre a UA:Kultura y desde el 11 de diciembre de ese año emite en formato 16:9. Desde el 22 de noviembre de 2020 emite las 24 horas del día en DVB-T2.
El 24 de mayo de 2022 el canal adoptó su actual imagen corporativa y denominación.

## Imagen corporativa

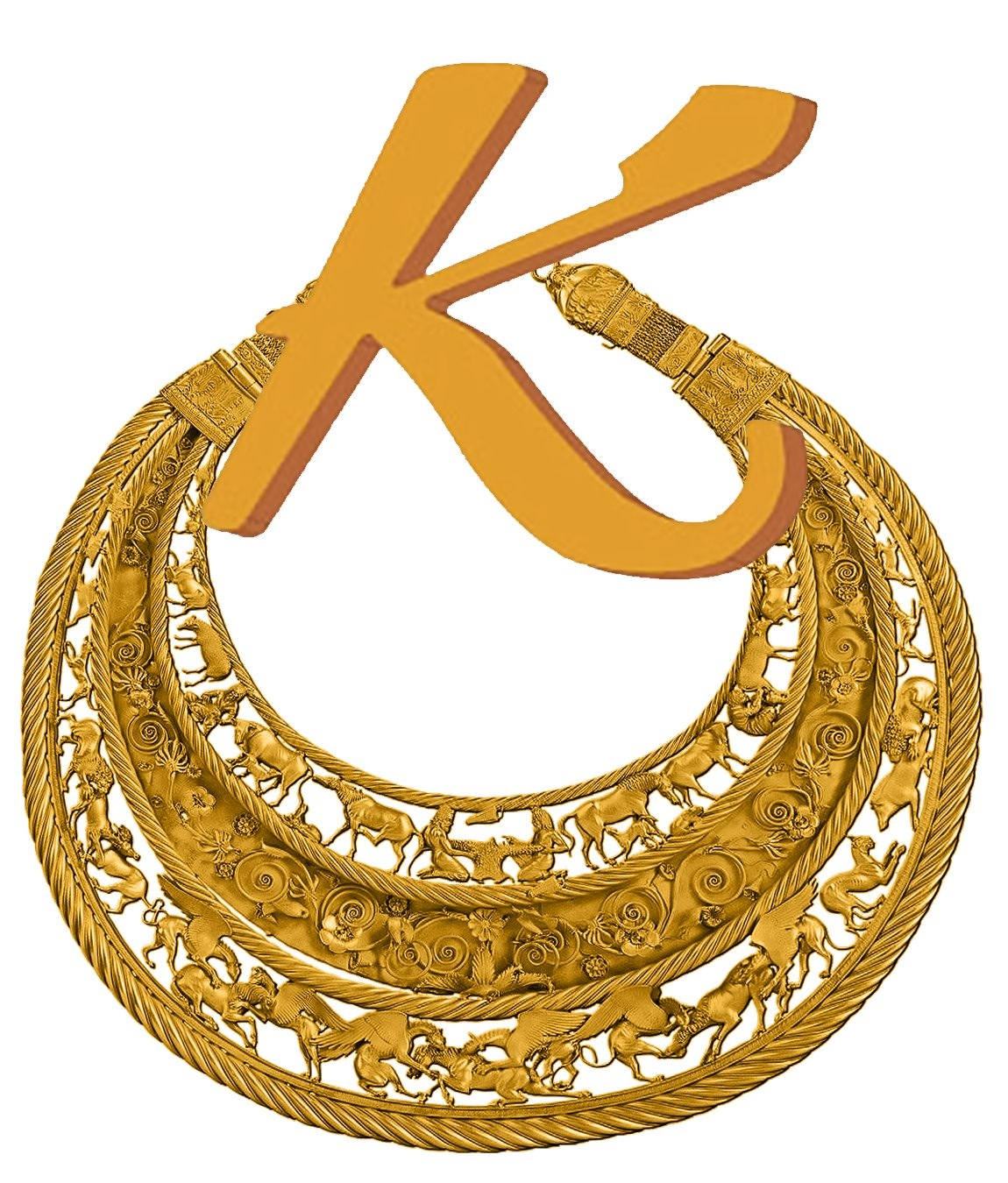
2002 - 2017
2017 - 2022
Desde 2022